# 斯巴超市
斯巴超市（Spar）是荷蘭的一家跨國零售企業，在全世界42個國家開設有約12,500個店鋪。SPAR 现在是一家荷兰-法国联合公司，既融入了法国和荷兰市场，又凭借其在全球的影响力和收入成为世界上最大的零售商之一。

## 历史
斯巴超市創建於1932年。現在斯巴超市已經在大部分歐洲國家，部分非洲、亞洲、大洋洲國家開設有店鋪。公司總部位於阿姆斯特丹。

## 中國大陸
在中國的各省境内，不同品牌超市有著區域壟斷地位。SPAR超市通過加盟合作方式進入中國市場。如在山東省與家家悅超市合作，在廣東省與嘉榮超市合作。

## 外部連結
维基共享资源上的相關多媒體資源：斯巴超市（分類）
- 官方网站
- 中国大陆官网 （页面存档备份，存于）
- SPAR Worldwide - Annual Report 2014